# Résolution 1329 du Conseil de sécurité des Nations unies
Membres permanents
- Chine
- États-Unis
- France
- Royaume-Uni
- Russie

Membres non permanents
- Argentine
- Bangladesh
- Canada
- Jamaïque
- Malaisie
- Mali
- Namibie
- Pays-Bas
- Tunisie
- Ukraine

Résolution no 1328 Résolution no 1330
La résolution 1329 du Conseil de sécurité des Nations Unies, adoptée à l'unanimité le 30 novembre 2000, après avoir rappelé les résolutions 827 (1993) et 955 (1994), a élargi les chambres d'appel du Tribunal pénal international pour le Rwanda (TPIR) et du Tribunal pénal international pour l'ex-Yougoslavie (TPIY), proposé l'élection de deux juges supplémentaires au TPIR et créé un groupe de juges ad litem (suppléants) au TPIY.
Le Conseil de sécurité réitère sa conviction profonde que les personnes responsables de violations du droit international humanitaire et du droit de la guerre au Rwanda et dans l’ex-Yougoslavie devaient être poursuivies en justice. Notant les progrès réalisés pour améliorer les procédures dans les deux tribunaux, il a également souligné la nécessité pour les deux juridictions d’achever leurs procès dans les plus brefs délais. Les tribunaux ont préféré juger des dirigeants civils, militaires et paramilitaires plutôt que des acteurs mineurs.
Agissant en vertu du Chapitre VII de la Charte des Nations unies, le Conseil a créé un groupe de juges ad litem au TPIY et a élargi les chambres d’appel du TPIR et du TPIY. Deux juges supplémentaires seraient également nommés au TPIR pour faire face à sa charge de travail croissante. Le Secrétaire général Kofi Annan a été chargé de préparer les élections des deux juges supplémentaires au TPIR et des 27 juges ad litem au TPIY.
Tous les États ont été exhortés à coopérer avec les deux tribunaux et la coopération déjà apportée a été saluée. Enfin, le Secrétaire général a été invité à soumettre un rapport concernant la date de fin de la compétence temporelle du TPIY.